# Oberbözberg
Oberbözberg is een gemeente en plaats in het Zwitserse kanton Aargau en maakt deel uit van het district Brugg.
Oberbözberg telt 505 inwoners.

## Geschiedenis
Op 1 januari 2013 fuseerde Oberbözberg met Gallenkirch, Linn en Unterbözberg tot de gemeente Bözberg.

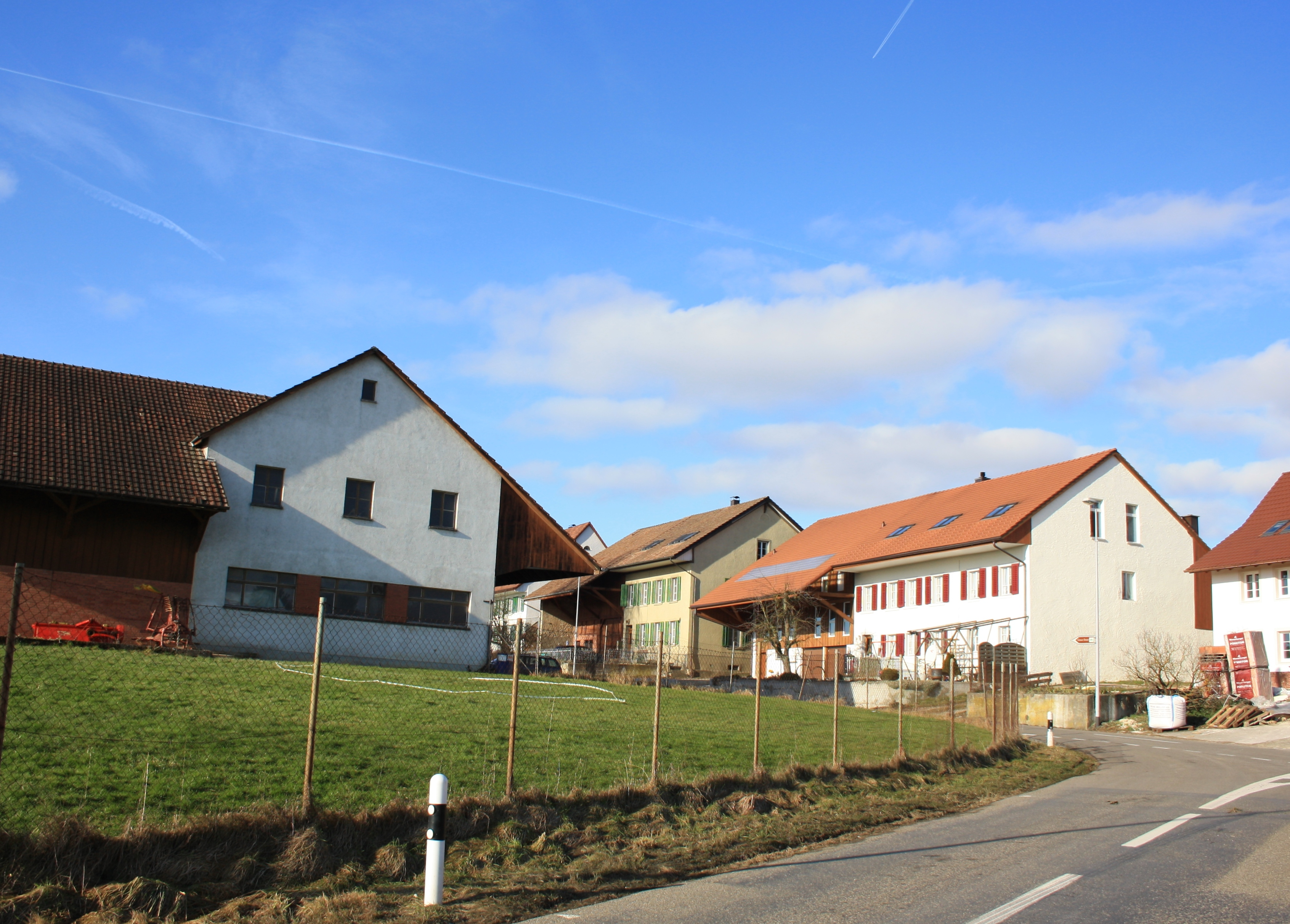
Oberbözberg

Gallenkirch · Linn · Oberbözberg · Unterbözberg